# Макинтош, Камерон
Сэр Камерон Энтони Макинтош (англ. Sir Cameron Anthony Mackintosh, род. 17 октября 1946 года) ― британский театральный продюсер и владелец театра, известный своим участием во многих коммерчески успешных мюзиклах. На пике своего успеха в 1990 году газета «Нью-Йорк Таймс» назвала его самым успешным и влиятельным театральным продюсером в мире . Он является продюсером таких мюзиклов, как «Отверженные», «Призрак оперы», «Мэри Поппинс», «Оливер!», «Мисс Сайгон», «Кошки» и «Гамильтон».
Макинтош был посвящен в рыцари в 1996 году за заслуги перед музыкальным театром. Две его постановки, «Отверженные» и «Призрак оперы», являются самыми продолжительными мюзиклами в истории Вест-Энда. В 2008 году газета Daily Telegraph поместила его на 7-е место в своем списке «100 самых влиятельных людей в британской культуре». В списке богатейших людей по версии Sunday Times за 2019 год состояние Макинтоша оценивалось в 1,28 миллиарда фунтов стерлингов.

## Юность
Макинтош родился в Энфилде, Лондон, в семье Дианы Глэдис (урожденной Тонна), секретаря, и Иэна Роберта Макинтоша, джазового трубача. Его отец был шотландцем, а мать ― уроженка Мальты, имела мальтийское и французское происхождение. Макинтош был воспитан в римско-католической вере своей матери и получил образование в колледже Прайор Парк в Бате.
Впервые он понял, что хочет стать театральным продюсером, после того, как его тетя взяла его на утренник мюзикла Джулиана Слейда «Дни салата», когда ему было восемь лет.

## Карьера
Макинтош начал свою театральную карьеру в подростковом возрасте, работая рабочим сцены в Королевском театре Друри-Лейн, а затем стал помощником режиссера в нескольких гастрольных постановках. Он начал продюсировать свои собственные небольшие туры, прежде чем стать лондонским продюсером в 1970-х годах. Его ранние лондонские постановки включали «Все идет» (который закрылся всего через две недели), «Открытка» (1973), «Бок о бок» (1976), «Моя прекрасная леди» (1978) и «Дурачество».(1980).
В 1981 году он спродюсировал мюзикл «Кошки» Эндрю Ллойда Уэббера. Он стал хитом сезона и одним из самых продолжительных мюзиклов по обе стороны Атлантики. После успеха «Кошек» он обратился к французской команде писателей Клода-Мишеля Шенберга и Алена Бублиля с просьбой вывести их мюзикл «Отверженные» на лондонскую сцену. Мюзикл открылся в 1985 году в Барбикане, а затем был перенесен в театр Палас. У «Отверженных» был шаткий старт в прокате и теплый критический прием. В настоящее время это самый продолжительный мюзикл и вторая по продолжительности постановка в Лондоне.
В 1986 году Макинтош спродюсировал «Призрак оперы» Эндрю Ллойда Уэббера, который является одним из самых коммерчески успешных мюзиклов всех времен и превзошел такие рекордные фильмы, как «Титаник» и «Инопланетянин». Оригинальная лондонская постановка все еще продолжается и является 3-й по продолжительности постановкой в Лондоне наряду с нью-йоркской постановкой, которая является самым продолжительным бродвейским мюзиклом всех времен.
Он продюсировал следующий мюзикл Клода-Мишеля Шёнберга и Алена Бублиля «Мисс Сайгон», который открылся в Королевском театре Друри-Лейн в Вест-Энде в сентябре 1989 года. Он был столь же успешным, и бродвейская постановка 1991 года достигла крупнейшей предварительной продаж билетов в истории театра.
Макинтош спродюсировал несколько других успешных мюзиклов, в том числе «Пять парней по имени Мо» (как в Лондоне в 1990 году, так и на Бродвее) и переработанную лондонскую постановку «Безумств» Стивена Сондхейма в 1987 году. В 1995 году Макинтош спродюсировал 10-й юбилейный концерт «Отверженных» в Лондоне. Кроме того, он отвечал за представление передач Вест-Энда о возрождении мюзиклов «Оклахома!» (1999), «Моя прекрасная леди» (2001), и «Карусель» (1993).
Менее успешные лондонские постановки Макинтоша включают «Моби Дика» (1993) и «Мартина Герра» (1996). Он выпустил сценическую адаптацию «Иствикских ведьм» (2000), которая, несмотря на некоторые положительные отзывы не смогла повторить мировой успех его предыдущих блокбастеров.
Он стал совладельцем театральной лицензионной компании Music Theatre International в 1990 году. Он основал театральную группу «Театры Дельфонта Макинтоша» в 1991 году.
Президент театра Уолта Диснея Томас Шумахер встретился с Макинтошем в 2001 году, чтобы обсудить превращение «Мэри Поппинс» в сценический мюзикл. Участие Макинтоша в разработке музыкальной адаптации привело к тому, что он вместе с Шумахером продюсировал бродвейские постановки 2004 года и 2006 года в Театре принца Эдварда и Новом Амстердамском театре, соответственно. Он был сопродюсером лондонской передачи «Авеню Кью», которая открылась в Вест-Энде в театре Ноэля Кауарда 1 июня 2006 года.
В 1998 году Макинтош отпраздновал тридцать лет в шоу-бизнесе с гала-концертом «Эй, мистер продюсер!», на котором были представлены песни из шоу, которые он продюсировал во время своей карьеры. Концерт был проведен дважды, 7 и 8 июня, средства от которого поступили в Королевский национальный институт слепых и Объединенные театральные благотворительные организации. В нем приняли участие многие знаменитости, а на выступлении 8 июня присутствовали королева Елизавета и принц Филипп, герцог Эдинбургский.
В 2008-09 годах он выпустил возрождение «Оливера!» в Королевском театре Друри-Лейн. Постановка была снята с помощью популярного телесериала Би-би-си «Я бы сделал все, что угодно». Джоди Пренджер стала победительницей и впоследствии получила роль Нэнси в постановке, а Роуэн Аткинсон ― Феджина. Реклама и внимание, связанные с постановкой, были беспрецедентными на сцене Вест-Энда, и в январе 2009 года стало известно, что постановка стала самым быстро продаваемым шоу в истории Вест-Энда, с 15 миллионами фунтов стерлингов предварительных продаж.
В апреле 2010 года Макинтош поставил возрождение мюзикла «Волосы» в Вест-Энде в лондонском театре Гилгуда. Эта постановка была перенесена с Бродвея, где в 2009 году была поставлено «Возрождение».
В 2013 году он работал с фестивальным театром Чичестера над возрождением «Барнума» с Кристофером Фитцджеральдом в главной роли. В связи с реконструкцией театра в июле и августе он проходил в гигантском шатре «Театр в парке». Макинтош выразил заинтересованность в постановке бродвейского возрождения Барнума с американским актером Нилом Патриком Харрисом в главной роли.
27 января 2014 года Макинтош стал первым британским продюсером, включенным в Зал славы американского театра Бродвея.
3 мая 2014 года Макинтош возобновил «Мисс Сайгон» в театре принца Эдуарда в Лондоне, отмечая 25-летие со дня его первого запуска.
6 декабря 2017 года Макинтош начал предварительные показы бродвейского хита Лин-Мануэля Миранды «Гамильтон» в Лондоне. Премьера состоялась 21 декабря 2017 года в театре Виктория Палас.

## Личная жизнь
Макинтош был посвящен в рыцари в 1996 году за заслуги перед музыкальным театром.
Является открытым геем. Его партнер ― театральный фотограф австралийского происхождения Майкл Ле Пер Тренч. Они встретились на премьере спектакля «Оклахома!» в Аделаиде, Австралия, в 1982 году. Пара живет между домами в Лондоне, монастыре Ставордейл в Чарльтон-Масгроув, Сомерсет, и поместьем Невис на Севере Морара в Западном Нагорье.
В 2006 году Макинтош занял 4-е место в списке самых влиятельных геев газеты The Independent. Он также занял 4-е место в том же списке в 2005 году.
Он является покровителем The Food Chain, лондонской благотворительной организации по борьбе с ВИЧ.
Его младший брат, Роберт Макинтош, также является продюсером.